# Ardem Patapoutian
Ardem Patapoutian (örményül: Արտեմ Փաթափութեան; Bejrút, 1967. október 2. –) örmény születésű amerikai molekuláris biológus, idegtudós. A PIEZO1, PIEZO2 és TRPM8 receptorokkal kapcsolatos munkásságáról ismert, melyek a nyomást, mentolt és hőmérsékletet érzékelik. A kaliforniai Scripps Kutatóintézet és a szintén kaliforniai Howard Hughes Orvosi Intézet munkatársa.

## Életrajz
Örmény család tagjaként született 1967-ben, Bejrútban. Édesapja Sarkis Patapoutian (írói álnevén Sarkis Vahakn) költő és könyvelő, míg édesanyja, Haykuhi Achemian egy bejrúti örmény iskola igazgatója olt. Van egy fiú testvére, Ara és egy lány testvére, Houry. Gyermekkori barátja Vicken Cheterian újságírónak és írónak. A bejrúti Demirdjian és Hovagimian örmény iskolákba járt. Egy évre beiratkozott Bejrúti Amerikai Egyetemre, majd 1986-ban kivándorolt az Amerikai Egyesült Államokba. 1990-ben elvégezte a Los Angeles-i Kaliforniai Egyetem szerzett BSc diplomát sejt- és fejlődésbiológiából. 1996-ban fejezte be a PhD képzést a Kaliforniai Műszaki Egyetemen biológiából, Barbara Wold irányítása alatt.
2021-ben megkapta a fiziológiai és orvostudományi Nobel-díjat, David Juliusszal megosztva.

### Magánélete
Ardem Patapoutian honosított amerikai állampolgár. Feleségével, Nancy Honggal és fiúkkal, Lucaval a kaliforniai Del Marban laknak.

## Fordítás
- Ez a szócikk részben vagy egészben  az   Ardem Patapoutian című angol Wikipédia-szócikk ezen változatának fordításán alapul.  Az eredeti cikk szerkesztőit annak laptörténete sorolja fel. Ez a jelzés csupán a megfogalmazás eredetét és a szerzői jogokat jelzi, nem szolgál a cikkben szereplő információk forrásmegjelöléseként.